# Llista de comunitats aborígens del Canadà
La següent és una llista de comunitats aborígens del Canadà. Mentre que les comunitats de tots els Pobles Aborígens del Canadà hi són incloses (les Primeres Nacions, Inuit, i Métis), la llista és principalment formada per reserves índies.

## Llista

### Alberta
- Alexander 134
- Alexis 133
- Beaver Lake 131
- Big Horn 144a
- Blood 148
- Buffalo Lake Métis Settlement
- Child Lake 164a
- Chipewyan 201
- Cold Lake 149
- Dog Head 218
- Drift Pile River 150
- Duncans 151a
- Ermineskin 138
- Fort McKay 174
- Fox Lake 162
- Gregoire Lake 176a
- Hay Lake 209
- Heart Lake 167
- Horse Lakes 152b
- Janvier 194
- Kapaweno First Nation 150b
- Kehiwin 123
- Little Buffalo Indian Settlement
- Loon Lake Indian Reserve 235
- Louis Bull 138b
- Montana 139
- O'Chiese 203
- Peigan 147
- Saddle Lake 125
- Samson 137
- Sawridge 150g
- Siksika Indian Reserve 146
- Smoky Lake County 13
- Stoney 142-143-144
- Stony Plain 135
- Sturgeon Lake 154
- Sucker Creek 150a
- Sunchild 202
- Swan River 150e
- Tall Cree 173a
- Tsuu Tina Nation 145
- Unipouheos 121
- Utikoomak Lake 155
- Wabamun 133b
- Wabasca 166d
- Woodland Cree 226

### Colúmbia Britànica
- Ahahswinis 1
- Ahaminaquus 12
- Aitchelitch 9
- Alert Bay 1a
- Alexandria 3
- Alkali Lake 1
- Anacla 12
- Anahim's Flat 1
- Ashcroft 4
- Becher Bay. 1
- Bella Bella 1
- Bella Coola 1
- Blueberry River 205
- Bonaparte 3
- Bridge River 1
- Burns Lake 18
- Burrard Inlet 3
- Campbell River 11
- Canim Lake 1
- Cayoosh Creek 1
- Chawathil 4
- Cheam 1
- Chehalis 5
- Chemainus 13
- Chenahkint 12
- Cheslatta 1
- Chilco Lake 1a
- Chopaka 7 & 8
- Chuchuwayha 2
- Coldwater 1
- Cole Bay 3
- Columbia Lake 3
- Comox 1
- Compton Island 6
- Coquitlam 1
- Cowichan Lake
- Cowichan 1
- Creston 1
- Dease River 1
- Deep Creek 2
- Dog Creek 1
- Doig River 206
- Dolphin Island 1
- Douglas Lake 3
- East Moberly Lake 169
- East Saanich 2
- Elhlateese 2
- Enderby 2
- Esquimalt
- Finlat River
- Five Mile Point 3
- Fort George (Shelly) 2
- Fort Nelson 2
- Fort Ware 1
- Fountain 1
- Gitanmaax 1
- Gitanyow 1
- Gitsegulka 1
- Gitwangak 1
- Gitwinksihlkhw 7
- Gordon River 2
- Gwayasdums 1
- Hagwilget 1
- Halalt 2
- Halfway River 168
- Hanatsa 6
- High Bar 1
- Homalco 9
- Hope Island 1
- Hopetown 10a
- Houpsitas 6
- Inklyuhkinatko 2
- Iskut 6
- Ittatsoo 1
- Kahmoose 4
- Kamloops 1
- Kanaka Bar 1a
- Katit 1
- Katzie 1
- Kincolith 14
- Kippase 2
- Kispiox 1
- Kitamaat 2
- Kitasoo 1
- Kitsumkaylum 1
- Kluskus 1
- Kootenay 1
- Kopchitchin 2
- Kulkaya (Hartley Bay) 4
- Kulspai 6
- Kumcheen 1
- Kuper Island 7
- Kwawkwawapilt 6
- Lachkaltsap 9
- Lakahahmnen 11
- Lax Kw'alaams 1
- Liard River 3
- Lillooet 1
- Macoah 1
- Malachan 11
- Malahat 11
- Marktosis 15
- Masset 1
- Matsqui Main 2
- McLeod Lake 1
- McMillan Island 6
- Mission 1
- Moricetown 1
- Mount Currie 6
- Musqueam 2
- Nak'azdli
- Nanaimo Town 1
- Nanoose Indian Reserve 0
- Nautley (Fort Fraser) 1
- Nazco 20
- Nequatque 2
- Neskonlith 1
- New Aiyansh 1
- New Songhees 1a
- New Westminster
- Nicola Hamlet 1
- Nicomen 1
- Nooaitch 10
- North Tacla Lake 7
- North Thompson 1
- Nuuautin 2
- Oclucje 7
- Ohamil 1
- Okanagan 1
- Opitsat 1
- Oregon Jack Creek 3
- Osoyoos 1
- Palling 1
- Pavilion 1
- Penticton 1
- Peters 1
- Popkum 1
- Prophet River 4
- Puckatholetchin 11
- Quaaout 1
- Quaee 7
- Qualicum
- Quatsino Subdivision 18
- Quesnel 1
- Quinsam 12
- Redstone Flat 1
- Refuge Cove 6
- Ruby Creek 2
- S1/2 Tsimpsean 2
- Saaiyouck 6
- Sachteen 2
- Sahhaltkum 4
- Seabird Island
- Sechelt Band Lands (Sechelt) 2
- Semiahmoo
- Shackan 11
- Shingle Point 4
- Shuswap
- Sik-e-dakh 2
- Sim Creek 5
- Siska Flat 3
- Skeetchestn
- Skidegate 1
- Skins Lake 16a
- Skookumchuck 4
- Skowkale 10
- Skwah 4
- Skway 5
- Sliammon 1
- Slosh 1
- Soowahlie 14
- South Saanich 1
- Spuzzum 1
- Squawkum Creek 3
- Squiaala 7
- Squinas 2
- Stellaquo (Stella) 1
- Stone 1
- Stony Creek 1
- T'sou-ke Indian Reserve 1
- Tache 1
- Telegraph Creek 6
- Tipella 7
- Tobacco Plains 2
- Toosey 1
- Tork 7
- Tsahaheh 1
- Tsawwassen
- Tsinstikeptum 9
- Tsulquate 4
- Tzeachten 13
- Uncha Lake 13a
- Union Bay 4
- Upper Sumas 6
- West Moberly Lake 168a
- Whispering Pines 4
- Williams Lake 1
- Woyenne 27
- Yakweakwiosse 12
- Yale Town 1
- Ye Koo Che 3

### Manitoba
- Alonsa
- Berens River 13
- Binscarth
- Birdtail Creek 57
- Black River 9
- Black Sturgeon
- Bloodvein 12
- Brochet 197
- Brockenhead 4
- Buffalo Point 36
- Canupawakpa Dakota First Nation
- Chemawawin 2
- Churchill Indian Reserve 1
- Crane River 51
- Cross Lake 19
- Dakota Plains Indian Reserve 6a
- Dakota Tipi 1
- Dauphin River 48a
- Dog Creek 46
- Ebb and Flow 52
- Fairford 50
- Fisher River 44
- Fort Alexander 3
- Gambler 63
- Garden Hill First Nation
- Gillam Indian Settlement
- God's Lake 23
- God's River 86a
- Grand Rapids 33
- Hole or Hollow Water 10
- Jackhead 43
- Keeseekoowenin 61
- Kikino Metis Settlement
- Lac Brochet 197a
- Little Grand Rapids 14
- Little Saskatchewan 48
- Long Plain 6
- Moose Lake 31a
- Mooseocoot
- Nelson House 170
- Norway House 17
- Opaskwayac Cree Nation Reserve 27a
- Oxford House 24
- Paddle Prarle Metis Settlement
- Pauingassi First Nation Indian Reserve
- Peavine Metis Settlement
- Peguis 1b
- Pine Creek 66a
- Poplar River 16
- Pukatawagan 198
- Red Sucker Lake 1976
- Rolling River 67
- Roseau River 2
- Sandy Bay 5
- Shamattawa 1
- Shoal River Indian Reserve 65a
- Sioux Valley 58
- Split Lake 171
- St Laurent
- St Lazare
- St Theresa Point Indian Reserve
- Swan Lake 65c
- Swan Lake 7
- The Narrows 49
- Valley River 63a
- Wasagamack Indian Reserve
- Waterhen 45
- Wayawayseecappo First Nation
- Winnepegosis
- York Landing

### Nova Brunswick
- Buctouche 16
- Burnt Church 14
- Devon 30
- Eel Ground 2
- Eel River 3
- Fort Folly 1
- Indian Island 28
- Kingsclear 6
- Oromacto 26
- Pabineau 11
- Red Bank 4
- Richibucto 15
- St. Basile 10
- Tobique 20
- Woodstock 23

### Terranova i Labrador
- Cartwright
- Charlottetown
- Division 10b
- Hopedale
- Makkovik
- Mary's Harbour
- Mushuau Innu First Nation
- Nain
- Port Hope Simpson
- Postville
- Rigolet
- Samiajij Miawpukek
- Sheshatshiu Innu First Nation
- St. Lewis

### Territoris del Nord-oest
- Aklavik
- Aklavic Settlement
- Colville Lake Settlement
- Deline
- Fort Good Hope Settlement
- Fort Liard Settlement
- Fort McPherson Settlement
- Fort Norman Settlement
- Fort Providence Settlement
- Fort Resolution Settlement
- Fort Simpson Settlement
- Fort Smith Settlement
- Hay River Settlement
- Inuvik Settlement
- Jean Marie River Settlement
- Kakisa Lake Settlement
- Lutsel K'e
- N'dilo
- Nahanni Bute Settlement
- Paulatuk
- Rae-edzo Settlement
- Rae Lakes Settlement
- Sachs Harbour
- Snare Lake Settlement
- Trout Lake Settlement
- Tsiigehtchic
- Tuktoyaktuk
- Ulukhaktok
- Wha ti
- Wrigley Settlement

### Nova Escòcia
- Bear River 6
- Cambridge 32
- Chapel Island 5
- Eskasoni 3
- Fisher's Grant 24
- Horton 35
- Indian Brook Indian Reserve 14
- Membertou 28b
- Millbrook 27
- Pomquet and Afton 23
- Wagmatcook 1
- Whycocomagh 2
- Yarmouth 33

### Nunavut
- Arctic Bay (Ikpiarjuk ᐃᒃᐱᐊᕐᔪᒃ)
- Arviat (ᐊᕐᕕᐊᑦ, formerly Eskimo Point)
- Baker Lake (Qamanittuaq ᖃᒪᓂᑦᑐᐊᖅ)
- Bathurst Inlet (Kingoak)
- Cambridge Bay (Iqaluktuuttiaq ᐃᖃᓗᒃᑑᑦᑎᐊᖅ)
- Cape Dorset (Kinngait ᑭᙵᐃᑦ)d
- Chesterfield Inlet (Igluligaarjuk ᐃᒡᓗᓕᒑᕐᔪᒃ)
- Clyde River (Kangiqtugaapik ᑲᖏᖅᑐᒑᐱᒃ)
- Coral Harbour (Sallit ᓴᓪᓖᑦ)
- Gjoa Haven (Uqsuqtuuq ᐅᖅᓱᖅᑑᖅ)
- Grise Fiord (Aujuittuq ᐊᐅᔪᐃᑦᑐᖅ)
- Hall Beach (Sanirajak ᓴᓂᕋᔭᒃ)
- Igloolik (Iglulik ᐃᒡᓗᓕᒃ)
- Iqaluit (territorial capital) (ᐃᖃᓗᐃᑦ, formerly Frobisher Bay)
- Kimmirut (formerly Lake Harbour)
- Kugaaruk (formerly Pelly Bay)
- Kugluktuk (Qurluqtuq ᖁᕐᓗᖅᑐᖅ, formerly Coppermine)
- Pangnirtung (Pangniqtuuq ᐸᖕᓂᖅᑑᖅ)
- Pond Inlet (Mittimatalik ᒥᑦᑎᒪᑕᓕᒃ)
- Qikiqtarjuaq (ᕿᑭᖅᑕᕐᔪᐊᖅ, formerly Broughton Island)
- Rankin Inlet (Kangiqiniq ᑲᖏᕿᓂᖅ or Kangirliniq ᑲᖏᖅᖠᓂᖅ)
- Repulse Bay (Naujaat ᓇᐅᔮᑦ)
- Resolute (Qausuittuq ᖃᐅᓱᐃᑦᑐᖅ)
- Sanikiluaq, (ᓴᓂᑭᓗᐊᖅ)
- Taloyoak (Talurjuaq, formerly Spence Bay)
- Umingmaktok (Umingmaktuuq ᐅᒥᖕᒪᒃᑑᖅ, formerly Bay Chimo)
- Whale Cove (Tikirarjuaq ᑎᑭᕋᕐᔪᐊᖅ)

### Ontario
- Abitibi 70
- Akwesasne 59
- Alderville First Nation
- Attawapiskat 91a
- Bear Island 1
- Bearskin Lake
- Big Grassy River 35g
- Caldwell
- Cat Lake 63c
- Chapleau 74a
- Chapleau 75
- Chippewas of the Thames First Nation 42
- Chippewaas of Georgina Island First Nation
- Christian Island 30
- Constance Lake 92
- Couchiching 16a
- Curve Lake First Nation 35
- Deer Lake
- Dokis 9
- Duck Lake 76b
- Eagle Lake 27
- English River 21
- Factory Island 1
- Flying Post 73
- Fort Albany 67
- Fort Hope 64
- Fort Severn 89
- Fort William 52
- Garden River 14
- Ginoogaming First Nation
- Gros Cap 49
- Gull River 55
- Henvey Inlet 2
- Hiawatha First Nation 36
- Islington 29
- Kasabonika Lake
- Kashechewan
- Keewaywin
- Kenora 38b
- Kettle Point 44
- Kingfisher Lake 1
- Kitchenuhmaykoosib Aaki 84
- Lac Seul 28
- Lake Helen 53a
- Lansdowne House Indian Settlement
- Long Lake 58
- M'chigeeng 22
- Magnetewan 1
- Manitou Rapids 11
- Marten Falls 65
- Matachewan 72
- Mattagami 71
- McDiarmid Indian Settlement
- Missanabie 62
- Mississagi River 8
- Mississaugas of Scugog Island
- Mnjikaning First Nation 32
- Moose Point 79
- Moravian 47
- Morson
- Munsee-Delaware Nation 1
- Muskrat Dam Lake
- Nan Agreement
- Neguaguon Lake 25d
- New Credit 40a
- New Post 69a
- Neyaashiinigmiing
- Nipissing 10
- North Spirit Lake
- Northwest Angle 33b
- Ojibway Nation of Saugeen
- Oneida 41
- Osnaburgh 63a
- Parru Island First Nation
- Pays Plat 51
- Pic Mobert Reserve North
- Pic River 50
- Pikangikum 14
- Pikwakanagan
- Poplar Hill
- Rainy Lake 17a
- Rainy Lake 18c
- Rainy Lake 26a
- Rankin Location 15d
- Rat Portage 38a
- Reserve Status Nan Agreement
- Rocky Bay Indian Reserve 1
- Sabaskong Bay 35d
- Sachigo Lake 1
- Sagamok Indian Reserve
- Sandpoint
- Sandy Lake 88
- Sarnia 45
- Saug-a-gaw-sing 1
- Seine River 22a2
- Seine River 23a
- Serpent River 7
- Shawanaga 17
- Sheguiandah 24
- Sheshegwaning 20
- Shoal Lake 39a
- Shoal Lake 40
- Six Nations 40
- Slate Falls Indian Settlement
- Sucker Creek 23
- Summer Beaver Settlement
- The Dalles 38c
- Thessalon 12
- Tyendinaga Mohawk Territory
- Wabauskang 21
- Wabigoon Lake 27
- Wahnapitae 11
- Wahta Mohawk Territory
- Walpole Island 46
- Wapekeka Reserve 1
- Wawakapewin
- Weagamow Lake Indian Reserve 87
- Webequie Indian Reserve
- Whitefish Bay 32a
- Whitefish Bay 34a
- Whitefish Lake 6
- Whitefish River 4
- Whitesand Indian Reserve
- Wikwemikong Unceded 26
- Winisk Indian Settlement
- Wunnumin Lake
- Zhiibaahaasing 19a

### Illa del Príncep Eduard
- Lennox Island 1
- Scotchfort 4

### Quebec
- Akulivik
- Aupaluk
- Betsiamites
- Cacouna 22
- Chisasibi
- Communaute Atikawekw de Manawan
- Communaute de Wemotaci
- Communaute Montagnaise Essipit
- Eagle Village First Nation - Kipawa
- Eastmain
- Gesgapegiag
- Grand Lac Victoria Indian Settlement
- Inukjuak
- Ivujivik
- Kahnawake 14
- Kanesatake
- Kangiqsualujjuaq
- Kangiqsujuaq
- Kangirsuk
- Kawawachikamach
- Kitigan Zibi
- Kuujjuaq
- Kuujjuarapik / Whapmagoostui
- La Nation Micmac de Gespeg
- Lac Champion Settlement
- Lac Simon
- Listuguj
- Maliotenam 27a
- Mashteuiatsh
- Matimekosh
- Mingan
- Mistissini
- Natashquan 1
- Nemaska
- Obedjiwan 28
- Odanak 12
- Oujé-Bougoumou
- Pikogan
- Puvirnituq/Povungnituk
- Quaqtaq
- Rapid Lake
- Romaine 2
- Salluit
- St. Augustin Indian Settlement
- Tasiujaq
- Timiskaming 19
- Umiujaq
- Uashat
- Village des Hurons Wendake 7
- Waskaganish
- Waswanipi
- Wemindji
- Winneway Indian Settlement
- Wolf Lake
- Wolinak 11

### Saskatchewan
- Ahtahkakoop 104
- Aquadeo
- Assiniboine 76
- Beardy's 97 and Okemasis 96
- Beauval
- Big Head 124
- Big River 118
- Bufflao Narrows
- Buffalo River Dene Nation 193
- Canoe Lake 165
- Carrot River 29a
- Chicken 224
- Chitek Lake
- Chitek Lake 191
- Clearwater River
- Cochin
- Cole Bay
- Cote 64
- Cowessess 73
- Cumberland House
- Cumberland 20
- Day Star 87
- Debden
- Dore Lake
- Duck Lake
- Duff
- East Prairie Metis Settlement
- Elizabeth Metis Settlement
- Fishing Lake Metis Settlement
- Fishing Lake 89
- Flying Dust First Nation Reserve 105
- Fond du Lac 227
- Gerald
- Gift Lake Metis Establishment
- Gordon 86
- Green Lake
- Ile a la Crosse
- James Smith 100
- Jans Bay
- Kahkewistahaw 72
- Keeseekoose 66
- Kinistin 91
- La Loche
- La Ronge
- Lac la Hache 220
- Lebret
- Little Black Bear 84
- Little Pine Indian Reserve 116
- Lucky Man
- Makwa Lake 129
- Meadow Lake
- Michel Village
- Ministikwan 161
- Mistawasis First Nation
- Montreal Lake 106
- Moosomin 112B
- Mosquito 109
- Muscowpetung 80
- Muskeg Lake Cree Nation 102
- Muskoday First Nation
- Muskowekwan 85
- Nekaneet Cree Nation Indian Reserve
- Ocean Man 69e
- Ochapowace Indian Reserve 71
- Okanese Indian Reserve 82
- One Arrow Indian Reserve 95
- Pasqua 79
- Patuanak
- Peepeekisis 81
- Pelican Narrows 184b
- Pheasant Rump 68
- Piapot 75
- Pinehouse
- Poor Man 88
- Poundmaker 114
- Red Pheasant 108
- Sakimay Indian Reserve 74
- Saulteaux Indian Reserve 159
- Seekaskootch 119
- Shell Lake
- Shoal Lake 28a
- St. Louis
- Standing Buffalo 78
- Stanley 157
- Star Blanket 83
- Sturgeon Lake 101
- Sweet Grass 113
- The Key 65
- Thunderchild First Nation 115b
- Timber Bay
- Turnor Lake
- Turnor Lake 193b
- Vawn
- Wahpaton 94a
- Wapachewunak 192d
- Waterhen 130
- Weldon
- Weyakwin
- White Bear 70
- White Cap 94
- Witchekan Lake 117
- Wood Mountain 160
- Yellowquill 90

### Yukon
- Aishihik
- Beaver Creek
- Burwash Landing
- Carcross 4
- Carmacks
- Champagne
- Haines Junction
- Lake Laberge 1
- Mayo 6
- Moosehide Creek 2
- Old Crow
- Pelly Crossing Settlement
- Ross River
- Teslin Post 13
- Two Mile Village
- Whitehorse Village